# Мода Център
Мода Център, бивша Роуз Гардън, е спортна зала в град Портланд, щата Орегон, САЩ. От 1995 година в залата играе мачовете си баскетболният отбор „Портланд Трейл Блейзърс“.